# Villa San Giovanni in Tuscia
Villa San Giovanni in Tuscia (San Giùanne in dialetto locale) è un comune italiano di 1 205 abitanti della provincia di Viterbo nel Lazio.

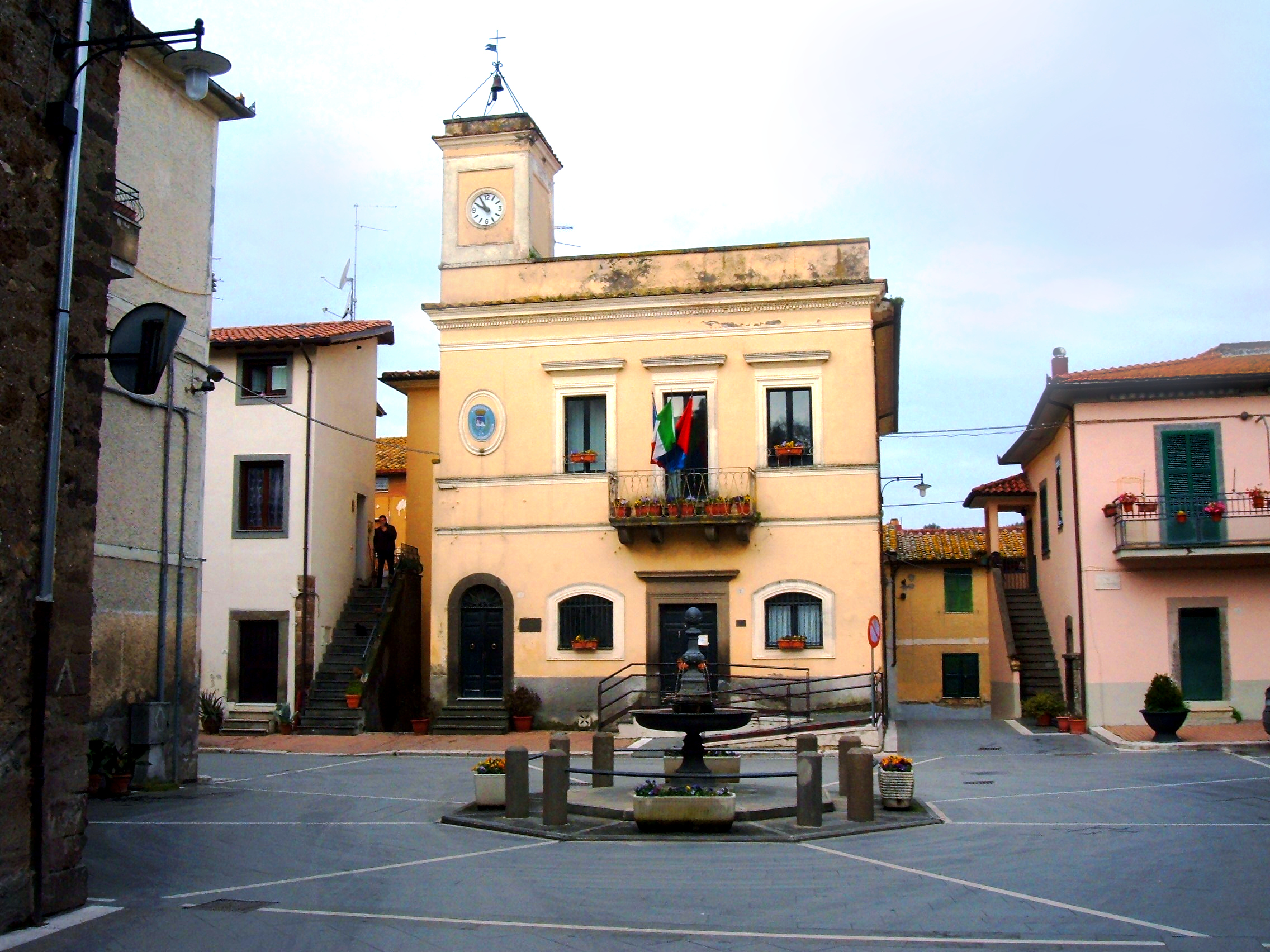
Municipio

## Geografia fisica

### Territorio
L'abitato odierno è adagiato tra le colline Poggio Aguzzo e Le Querciole ad un'altitudine di m 329 sul livello del mare. La natura circostante presenta le peculiarità tipiche della Tuscia con un'alternanza di oliveti e boschi di cerro e castagno. Dista circa 25 km dal capoluogo.

### Clima
Classificazione climatica: zona D, 1905 GR/G

## Storia
Le origini del paese quale comunità organizzata risalgono al XVI secolo quando il pontefice Leone X, in segno di riconoscenza per i numerosi servigi prestati alla Chiesa, concesse questi territori al condottiero Renzo da Ceri della famiglia Orsini– Anguillara i cui discendenti fondarono il Borgo di San Giovanni in onore di un componente della famiglia stessa.

## Monumenti e luoghi d'interesse

### Architetture religiose
- Chiesa parrocchiale di San Giovanni Battista, che conserva cinque pale d’altare settecentesche:
  - Nascita di san Giovanni Battista, firmata da Francesco Guerrini (1756);
  - Anime del Purgatorio,
  - Sant’Albano e santa Benedetta compatroni del paese, attribuibile a Francesco Guerrini
  - Transito di San Giuseppe
  - San Girolamo e sant’Antonio Abate.
- Chiesa di Sancta Maria ad Nives (XVII secolo).

### Architetture civili
- Il centro storico del paese si è impostato sui resti di una villa romana le cui fasi di vita sono cronologicamente databili nel III e IV secolo d.C. Della stessa si possono visitare, in via delle Fortezze, alcuni resti pavimentali con mosaici in bianco e nero.
- Da notizie d'archivio datate al 1882 si deduce anche la presenza di una cinta muraria di età romana, di cui resta un considerevole frammento, localmente denominato "la Torraccia".

### Siti archeologici
Nelle vicinanze vi sono inoltre le necropoli etrusche di "Ponton Graziolo" e del "Grottone", che presentano anche tombe a camera con banchine e soffitto a doppio spiovente.

## Società

### Evoluzione demografica
Abitanti censiti

## Economia
Di seguito la tabella storica elaborata dall'Istat a tema Unità locali, intesa come numero di imprese attive, ed addetti, intesi come numero addetti delle unità locali delle imprese attive (valori medi annui).
|                              | 2015                  |                              |                            |                |                       |                     | 2014                  |                | 2013                  |                |
| ---------------------------- | --------------------- | ---------------------------- | -------------------------- | -------------- | --------------------- | ------------------- | --------------------- | -------------- | --------------------- | -------------- |
|                              | Numero imprese attive | % Provinciale Imprese attive | % Regionale Imprese attive | Numero addetti | % Provinciale Addetti | % Regionale Addetti | Numero imprese attive | Numero addetti | Numero imprese attive | Numero addetti |
| Villa San Giovanni in Tuscia | 72                    | 0,31%                        | 0,02%                      | 105            | 0,18%                 | 0,01%               | 68                    | 103            | 66                    | 102            |
| Viterbo                      | 23.371                |                              | 5,13%                      | 59.399         |                       | 3,86%               | 23.658                | 59.741         | 24.131                | 61.493         |
| Lazio                        | 455.591               |                              |                            | 1.539.359      |                       |                     | 457.686               | 1.510.459      | 464.094               | 1.525.471      |

Nel 2015 le 72 imprese operanti nel territorio comunale, che rappresentavano lo 0,31% del totale provinciale (23.371 imprese attive), hanno occupato 105 addetti, lo 0,18% del dato provinciale (59.399 addetti); in media, ogni impresa nel 2015 ha occupato una persona (1,46).

## Amministrazione
Nel 1927, a seguito del riordino delle Circoscrizioni Provinciali stabilito dal regio decreto Nº 1 del 2 gennaio 1927, quando venne istituita la provincia di Viterbo, San Giovanni di Bieda passò dalla provincia di Roma a quella di Viterbo, e il comune fu aggregato a quello di Blera.
Nel 1945 San Giovanni di Bieda fu staccato nuovamente dal comune di Blera, e nel 1961 cambiò denominazione in Villa San Giovanni in Tuscia.
| Periodo | Periodo   | Primo cittadino | Partito                        | Carica  | Note |
| ------- | --------- | --------------- | ------------------------------ | ------- | ---- |
| 2019    | in carica | Fabio Latini    | Lista civica Insieme per Villa | Sindaco |      |